# 赤裸狂奔
《赤裸狂奔》是1993年上映的一部香港警匪動作片，由黎大煒和元奎执导，元德任動作設計，張睿羚和左戎主演。

## 剧情
中国内地农村女子李小燕从小练习武术身手不凡，却因误信渣男男友而被骗沦为妓女染上毒瘾，一怒之下杀了渣男从广州逃至香港。她在香港依旧做小姐维生，并在一次扫黄行动中被抓，香港警官张大卫为自保让女友警察阿紅带着小燕一起到广州去接近毒贩King Kong，协助对方运毒来港以拘捕他，其实大卫与King Kong勾结运毒。
抵达香港机场时King kong发觉警察要抓他（潘警官带人行动），就以毒针刺晕小燕及阿红并飞往加拿大，两位女子还被King诬陷贩毒，大卫也安排人马想要除掉她们俩。最终小燕及阿红回到香港找King和大卫报仇血恨。

## 角色
| 演員   | 角色      | 備註                                   |
| 張睿羚 | 阿紅      | 香港女警，身手敏捷                     |
| 左戎   | 李小燕    | 内地女子，身手不凡                     |
| 元奎   | 潘警官    | 香港警官，为人正直                     |
| 黎大煒 | David     | 香港警官，實為黑警，利用阿紅的渣男男友 |
| 元振   | King Kong | 内地毒贩                               |
| 王維德 |           |                                        |

## 外部連結
- 豆瓣电影上《赤裸狂奔》的資料 （简体中文）
- 互联网电影数据库（IMDb）上《赤裸狂奔》的资料（英文）
- 香港影庫上《赤裸狂奔》的資料（繁體中文）